# Большие Ярки
Большие Ярки — село в Казанском районе Тюменской области России. Административный центр Большеярковского сельского поселения.

## Климат
Климат континентальный с холодной продолжительной зимой и тёплым относительно коротким летом. Средняя температура воздуха самого холодного месяца (января) — −18 °C (абсолютный минимум — −45 °C). В летние месяцы температура может повышаться до 40 °C. Безморозный период длится в среднем 115—125 дней. Среднегодовое количество атмосферных осадков составляет 350 мм, из которых большая часть выпадает в тёплый период.

## История
До 1917 года входило в состав Казанской волости Ишимского уезда Тюменской губернии. По данным на 1926 год состояло из 337 хозяйств. В административном отношении являлось центром Большеярковского сельсовета Ильинского района Ишимского округа Уральской области.

## Население
| 2010 |
| ---- |
| 1052 |

По данным переписи 1926 года в селе проживало 1700 человек (793 мужчины и 907 женщин), в том числе: русские составляли 100 % населения.
Согласно результатам переписи 2002 года, в национальной структуре населения русские составляли 91 % из 1051 чел.